# Manoel Neto
Manoel Domingues de Souza Neto, mais conhecido como Manoel Neto (Rio de Janeiro, 30 de Junho de 1961), é um treinador de futebol brasileiro. Considerado "O Rei do acesso", por subir várias equipes menores do Futebol do Rio de Janeiro. Atualmente treina o Tigres.

## Carreira
Sempre dirigiu equipes pequenas do Rio de Janeiro, começando sua carreira como treinador do Itaperuna. Em seguida obteve acesso para a Primeira Divisão do Campeonato Carioca e títulos da Segundona Carioca, com o Serrano, em 1992 e no extinto Barreira, no ano de 1994. Ainda voltou a comandar o Serrano e mais um acesso, dessa vez com o Rubro de Araruama, no ano de 1996. E em 1999, novamente trabalhou no Serrano e conquistou seu terceiro acesso. Esteve no ano de 2000 conquistando seu quarto acesso, agora com a Portuguesa da Ilha e treinou em seguida o Goytacaz, Madureira, São Cristóvão. Retornou novamente ao comando da Portuguesa da Ilha. Treinou ainda o Volta Redonda.
Em 2006, comanda o seu primeiro time fora do Rio de Janeiro, o Interporto. Depois retorna ao Futebol Carioca, onde comandou pela terceira vez a Portuguesa da Ilha. Depois assumiu o Duque de Caxias, onde conseguiu seu sexto acesso na carreira. Em 2009, foi para o exterior, onde assumiu o Soarense. Em 2011, assumiu o Bonsucesso, pelo qual consegue seu sétimo acesso. Em 2012 esteve no comando do São João da Barra. Em agosto do mesmo ano, acertou com a Portuguesa da Ilha, onde comandou pela quinta vez. Depois treinou o Tigres do Brasil e o Goytacaz.
Em 12 de fevereiro de 2015 passou a treinar o Barra Mansa.. Meses depois assumiu o comando do Barra da Tijuca.

## Títulos
Serrano
- Campeonato Carioca - Série A2: 1992, 1999

Barreira
- Campeonato Carioca - Série A2: 1994

Rubro Social
- Campeonato Carioca - Série A2: 1996
- Copa Rio: 1996

Portuguesa-RJ
- Campeonato Carioca - Série A2: 2000
- Copa Rio: 2000

Bonsucesso
- Campeonato Carioca - Série A2: 2011